# Яровое (озеро, Курганская область)
Ярово́е — пресноводное озеро, расположенное на просторах Тобол-Ишимского междуречья, в центральной части Половинского района Курганской области, к северо-востоку от озера Половинного.

## Общие сведения
Площадь озера составляет 12,7 км², площадь водосбора  — 212 км². Высота над уровнем моря — 143 м. Длина озера около 4,1 км, ширина в западной части достигает 3 км Максимальная глубина — 4,5 м, при этом набор глубин происходит плавно до 4–4,5 м..

## Описание
Водоём имеет каплевидную форму, вытянутую в с востока на запад. Береговая линия слабо изрезана. Поверхностных притоков не имеет, питание озера происходит за счет вешних вод, атмосферных осадков и родников. Берега низменные, местами заболоченные, озёрные террасы слабо выражены, литораль широкая. Водосборная площадь — обширная, безлесная, малонаселённая, бездорожная, с лугами, пастбищами, солончаковыми низинами, заброшенными агроценозами. По генезису водоём просадочного (суффозионного) происхождения, карасёвого типа. Зарастает тростником бордюрного типа не более 6% от площади всей акватории. Подводная растительность представлена рдестом, урутью и роголистником. На мелководье произрастает ряска. Дно илистое и глинисто-песчаное со стороны села Ярового, расположенного на северном берегу. В полноводные годы озеро Яровое соединяется водотоками с озёрами Половинным и Батыревым.